# بویتراگو
بویتراگو (به اسپانیایی: Buitrago) یک دهستان در اسپانیا است که در سریا واقع شده‌است.

## خصوصیات
بویتراگو ۵ کیلومترمربع مساحت و ۵۵ نفر جمعیت دارد.